# Jan (kardynał S. Angelo)
Jan (zm. 1181) – kardynał diakon S. Angelo in Pescheria od września 1178, z nominacji papieża Aleksandra III. Uczestniczył w Trzecim Soborze Laterańskim w 1179. Podpisywał bulle papieskie między 30 października 1178 a 28 lipca 1181. Zmarł prawdopodobnie między 28 lipca a 15 sierpnia 1181.